# Sandstone Peak
Sandstone Peak, někdy také nazývaný Mount Allen je nadmořskou výškou 949 metrů nejvyšší hora Santa Monica Mountains v Kalifornii.
Na vrchol se dá vystoupit nenáročnou cestou po Sandstone Peak Trail. Na vrcholu je busta W. Herbert Allena, který pozemek, na kterém se nachází vrchol, daroval skautům z Boy Scouts. Ti z vděčnosti chtěli vrchol pojmenovat po něm. Nicméně petice na přejmenování hory byla odmítnuta, vrchol se nadále jmenuje Sandstone Peak.
Přes pojmenování je vrchol vulkanického původu, a sice z andezitu, netvoří jej pískovec.